# イングス (自動車関連)
株式会社 イングスとは、奈良県桜井市にある自動車関連部品の製造・販売をする会社。カスタム、チューニングカー 、レーシングカー等に使用するパーツメーカー。

## 概要
市販の自動車の改造部品販売や改造業務を請け負う。オートバックスなどの販売代理店が日本各地に800店以上あり、海外展開もある。
イングス(ings)のエアロパーツ製品を装着するモータースポーツレーシングチームが多数。
チームの応援するため、「ings Super Race Queen (イングス・スーパー・レースクィーン)」をチーム編成して、各種メディアに出演させている。
2025年　ブランドアンバサダーに　俳優「吉田桃華」が就任。
下記の自動車パーツを取り扱い、各種展示会に出品・出展している。
- エアロパーツ
- Z-Power WING 、  ウイング

### 展示会など
- 「東京オートサロン2019」に出展[2]
- 「東京オートサロン2020」に出展[3]
- 「大阪オートメッセ2020」に出典[4]